# Муданђанг
Муданђанг (牡丹江) град је Кини у покрајини Хејлунгђанг. Према процени из 2009. у граду је живело 692.139 становника.

## Становништво
Према процени, у граду је 2009. живело 692.139 становника.
| 1990.   | 2000.   | 2009    |
| ------- | ------- | ------- |
| 514.776 | 618.170 | 692.139 |

## Градови побратими
- Усуријск
- Paju
- Оцу
- Јивескиле
- Потсдам

## Галерија
- Кеј дуж реке Мудан
- Споменик женама палим у рату
- Главна градска улица
- Панорамски поглед на реку